# David Curtis (regatista)
David Adams Curtis –conocido como Dave Curtis– (Marblehead, 22 de junio de 1946) es un deportista estadounidense que compitió en vela en la clase Soling.
Ganó cuatro medallas en el Campeonato Mundial de Soling entre los años 1983 y 1988, y una medalla de oro en el Campeonato Europeo de Soling de 1991.

## Palmarés internacional
| \| Campeonato Mundial \| Campeonato Mundial \| Campeonato Mundial \| Campeonato Mundial \| \| Año \| Lugar \| Medalla \| Clase \| \| ----------------------- \| ------------------------------ \| ------------------ \| ------------------ \| \| 1983 \| San Francisco (Estados Unidos) \| Medalla de plata \| Soling \| \| 1985 \| Sarnia (Canadá) \| Medalla de oro \| Soling \| \| 1986 \| La Trinité-sur-Mer (Francia) \| Medalla de plata \| Soling \| \| 1988 \| Melbourne (Australia) \| Medalla de plata \| Soling \| \| Campeonato Europeo[n 1] \| \| \| \| \| Año \| Lugar \| Medalla \| Clase \| \| 1991 \| Pornichet (Francia) \| Medalla de oro \| Soling \| |                                |                  |        |
| Campeonato Mundial |                                |                  |        |
| Año | Lugar                          | Medalla          | Clase  |
| 1983 | San Francisco (Estados Unidos) | Medalla de plata | Soling |
| 1985 | Sarnia (Canadá)                | Medalla de oro   | Soling |
| 1986 | La Trinité-sur-Mer (Francia)   | Medalla de plata | Soling |
| 1988 | Melbourne (Australia)          | Medalla de plata | Soling |
| Campeonato Europeo |                                |                  |        |
| Año | Lugar                          | Medalla          | Clase  |
| 1991 | Pornichet (Francia)            | Medalla de oro   | Soling |

1. ↑  En algunas ediciones del Campeonato Europeo se permitió la participación de regatistas de otros continentes.